# آآآتاآ
آآآتاآ (نام علمی: Aaata) نام یک سرده از تیره سوسک‌های جواهر است.
آآآتاآ یک جنس از راسته قاب بالان از خانواده سوسک‌های جوهر می‌باشد. گونه‌های این جنس اغلب در استان سیستان و بلوچستان و قسمت بلوچستان پاکستان یافت می‌شوند.